# V513 Возничего
V513 Возничего (лат. V513 Aurigae) — одиночная переменная звезда в созвездии Возничего на расстоянии (вычисленном из значения параллакса) приблизительно 6962 световых лет (около 2134 парсеков) от Солнца. Видимая звёздная величина звезды — от +13,1m до +11,9m.

## Характеристики
V513 Возничего — красная пульсирующая медленная неправильная переменная звезда (LB) спектрального класса M7. Эффективная температура — около 3293 K.